# 北乃ちか
北乃 ちか（きたの ちか、1994年5月28日 - ）は、日本のAV女優。ニューゲート所属。

## 略歴・人物
東京都出身。2012年8月にデビューしたHカップの巨乳AV女優。
趣味・特技:カラオケ、体を動かすこと、バスケットボール、料理。

## 出演作品

### アダルトDVD
2012年
- 新人 北乃ちか（8月16日、マキシング）
- 18歳 ロリ美少女の発情ナマ乳SEX♥（9月16日、マキシング）
- 18歳 美少女のロリ爆乳マッサージ♥（10月16日、マキシング）
- ロリ爆乳女子校生のスポ魂SEX♥（11月16日、マキシング）
- 野外 緊縛 鬼イカセ（12月16日、マキシング）

2013年
- 人間玩具 〜飼育調教された美少女の顛末〜（1月16日、マキシング）
- 初中出し! 即ハメ 挿れっ放し14連発中出し×激烈ピストン 全編ザーメン生注入!（2月16日、マキシング）
- 北乃ちか the BEST（5月16日、マキシング）※総集編
- kira★kira BLACK GAL DEBUT 日焼け黒ギャル専属デビュー 規格外のIcup激揺れ爆乳中出しFUCK（8月19日、kira☆kira）
- kira★kira BLACK GAL THE PERFECT BLACK GAL －日焼け黒ギャル爆乳Icupコスプレ援交－（9月19日、kira☆kira）
- 北乃ちか 美白ロリっ娘Hカップの20本番5時間（10月16日、マキシング）※総集編
- スク水♥H（10月18日、クリスタル映像）
- kira★kira×E-BODY×kawaii*×Madonna×ATTACKERS 5メーカーコラボ作品第2弾! 秘湯 淫華温泉 黒ギャル軍団ハメ狂い中出し超絶大乱交（10月19日、kira☆kira）
- 爆乳ナースご奉仕 むぎゅむぎゅ看護（10月19日、OPPAI）
- くびれボインの中出し乱交（11月1日、ZUKKON/BAKKON）
- 北乃ちかのソープしちゃうぞ（11月8日、クリスタル映像）
- kira★kira BLACK GAL LOTION＆OIL BODY GAL －黒ギャルIcup快楽ぬるベチョ中出しFUCK－（11月19日、kira☆kira）
- 僕のペットは爆乳オフィスレディ 〜敏感な乳房が咽び泣く社内調教〜（12月1日、Fitch）
- kira★kira BLACK GAL SPECIAL 集団逆レイプ －爆乳黒ギャル強制中出し監禁性奴隷－（12月19日、kira☆kira）
- 新人巨乳ギャル 女子高生がヤリまくり!（12月19日、OPPAI）

2014年
- 凄いパイズリ、凄い挟射 MANIAX（1月13日、MOODYZ）
- kira★kira BLACK GAL 爆乳黒ギャル女子校生 生姦JK連続中出しハイスクール（1月19日、kira☆kira）
- ROOKIE×E-BODY×kira☆kira×kawaii*×Madonna×ATTACKERS 6メーカーコラボ作品 第6弾! 秘湯 淫華温泉 【完全版+α】 豪華!!人気女優総勢18名×28P淫乱大乱交SP!!（2月19日、ROOKIE）
- kira☆kira BEST 北乃ちかスペシャル8時間 －特別編－（4月19日、kira☆kira）※総集編

### イメージDVD
- Real X（2013年9月27日、彩文館）